# Maciej Erwin Halbański
Maciej Erwin Halbański (ur. 1912, zm. 1981) – polski autor książek z dziedziny sztuki kulinarnej. Z wykształcenia był ekonomistą i prawnikiem.

## Publikacje
- Co jedzą nad Dunajem, Watra,  Warszawa 1977
- Domowa kuchnia francuska, Watra,  Warszawa 1975
- Leksykon sztuki kulinarnej, Watra, Warszawa 1983 ISBN 83-225-0106-4
- Potrawy z różnych stron świata, Watra, Warszawa 1973